# Gema Hassen-Bey
Gema Victoria Hassen-Bey González (Las Rozas de Madrid, 2 de julio de 1967) es una deportista con discapacidad, comunicadora, artista y activista LGBT española.

## Biografía
Un accidente de coche con sus padres cuando tenía cuatro años le provocó una lesión medular que le cambió la vida. En el Hospital de Parapléjicos de Toledo se aficionó al deporte. Se licenció en Ciencias de la Información.

### Trayectoria en esgrima
Participadó en cinco Juegos Paralímpicos consecutivos: Barcelona 1992, Atlanta 1996, Sídney 2000, Atenas 2004 y Pekín 2008, obteniendo tres medallas de bronce.
| Juegos Paralímpicos | Juegos Paralímpicos      | Juegos Paralímpicos | Juegos Paralímpicos |
| Año                 | Lugar                    | Medalla             | Prueba              |
| ------------------- | ------------------------ | ------------------- | ------------------- |
| 1992                | Barcelona (España)       | Medalla de bronce   | Espada individual 2 |
| 1992                | Barcelona (España)       | Medalla de bronce   | Espada por equipos  |
| 1996                | Atlanta (Estados Unidos) | Medalla de bronce   | Espada por equipos  |

### Retos deportivos
Con el triciclo manual construido en Polonia subió primero el Monte Abantos, en 2015 a la Bola del Mundo y en 2016 el pico más alto de Monfragüe (Cáceres). Fue el año en el que a los retos deportivos se le sumó la dificultad de enfrentarse a un cáncer de pecho. A los dos meses y medio de la intervención inició los ejercicios de recuperación y un año después en 2017 logró subir al Teide, de 3718 metros, convirtiéndose en la primera deportista con discapacidad del mundo en silla de ruedas en alcanzar los 3000 metros de altitud solo con el impulso de sus brazos. Inicialmente, Gema pretendía alcanzar la cima del Teide, debido a las condiciones climatológicas no pudo cumplir este objetivo.

### Trayectoria televisiva
En 1998 en la serie de Telecinco “Periodistas”, en la temporada de 2002 en la cadena ETB interpretó a Irene, una de las protagonistas de “Alquilados”. En 1993 protagonizó el corto “Sobre ruedas” de Chus Gil y en 1997 participó en “Carne Trémula” de Pedro Almodóvar. Ha ejercido de presentadora en el programa musical “Top Madrid” (1992) de Telemadrid junto a Santiago Alcanda, y en prime time junto a Antxón Urrusolo el programa magacín “Nadie es perfecto” (1993) de TVE.

### Activista LGBT
En 2016 se convirtió en la primera deportista con discapacidad española en hacer público que era bisexual. Cuatro años antes, solo dos atletas de los 4200 que asistieron a los Juegos Paralímpicos de Londres de 2012, habían reconocido su homosexualidad. y en 2016 fueron 12.
Mi primera experiencia con una mujer fue con una compañera olímpica cuando al deporte olímpico y paralímpico se le daba totalmente la espalda. Para nosotras no hubo barreras y el espíritu deportivo nos unió con una misma forma de entender la vida. No me gustan las etiquetas de ningún tipo que te estereotipan y te clasifican. He salido con un hombre 10 años y con una mujer 6. Y la verdad es que ambos han sido igual de importantes en mi vida. Cuando salgo con alguien lo que quiero es que me vea a mí, no a mi silla.
En 2017 participó en la primera Carrera por la Diversidad con motivo del World Pride y explicaban en los medios de comunicación su experiencia como mujer, como persona que va en silla de ruedas y como lesbiana, reclamando una "fiesta del Orgullo accesible" y denunciando las dificultades de las personas en el mundo del deporte por motivo de su orientación sexual.
El día 28 de junio de 2021, Día Internacional del Orgullo LGBTI, le fue entregado el Reconocimiento Arcoíris, otorgado por el Ministerio de Igualdad de España y la Dirección General de Diversidad Sexual y Derechos LGTBI, en reconocimiento a la visibilidad LGTBI en el mundo del deporte.